# Trường Đại học Tài chính - Kế toán (Hà Nội)
Trường Đại học Tài chính - Kế toán là một trường đại học có trụ sở tại Hà Nội trực thuộc Bộ Tài chính, tồn tại từ năm 1976 đến năm 2001.
Trường là tiền thân của Học viện Tài chính và là một phần lịch sử của Trường Đại học Kinh tế Thành phố Hồ Chí Minh.

## Lịch sử hình thành và phát triển
Ngày 31 tháng 07 năm 1963, Hội đồng Chính phủ ra Quyết định 117/CP thành lập Trường cán bộ Tài chính - Kế toán Trung ương (trực thuộc Bộ Tài chính). Hiệu trưởng đầu tiên là thầy Đỗ Trọng Kim. Địa điểm chính của trường đặt tại số 58 phố Lê Văn Hiến, phường Đức Thắng, quận Bắc Từ Liêm, thành phố Hà Nội. Ngoài ra, trường còn cơ sở tại 53E phố Phan Phù Tiên, phường Cát Linh, quận Đống Đa và số 1 Hoàng Đạo Thúy, quận Thanh Xuân.
Sau khi thành lập, do yêu cầu của nền kinh tế cần phải có một đội ngũ cán bộ quản lý và kinh doanh tiền tệ có trình độ đại học thuộc hệ thống ngân hàng, nên đến năm 1964 trường đã đổi tên thành Trường Cán bộ Tài chính kế toán Ngân hàng Trung ương.
Công cuộc xây dựng và phát triển kinh tế ngày càng được mở rộng trên phạm vi cả nước đòi hỏi đội ngũ cán bộ quản lý kinh tế phải được tăng cường cả về số lượng và chất lượng, ngày 27 tháng 10 năm 1976 Hội đồng Chính phủ đã ra Quyết định 226/CP đổi tên trường từ trường Cán bộ Tài chính Kế toán Ngân hàng Trung ương, thành Trường Đại học Tài chính - Kế toán trực thuộc Bộ Tài chính. Đồng thời, trường cũng thành lập cơ sở II tại Thành phố Hồ Chí Minh trong cùng tháng 10 năm 1976.
Ngày 15/10/1988 Hội đồng Bộ trưởng (Chính phủ) ban hành Nghị định số 155/HĐBT công nhận chính thức việc thành lập Trường Đại học Tài chính - Kế toán Thành phố Hồ Chí Minh trực thuộc Bộ Tài chính trên cơ sở nâng cấp cơ sở II Trường Đại học Tài chính - Kế toán, đồng thời đổi tên Trường Đại học Tài chính - Kế toán tại Hà Nội thành Trường Đại học Tài Chính - Kế toán Hà Nội.
Qua quá trình hoàn thiện và phát triển trường, đến năm 2001, để thực hiện chiến lược phát triển giáo dục 2001-2010 đề ra, sau khi kết thúc năm học 2000-2001, ngày 17/8/2001, Thủ tướng Chính phủ ra Quyết định số 120/2001/QĐ-TTg về việc thành lập Học viện Tài chính trên cơ sở sáp nhập 3 đơn vị là Trường Đại học Tài chính-Kế toán Hà Nội, Viện nghiên cứu Tài chính và Trung tâm Bồi dưỡng Cán bộ Tài chính.
Bằng quyết định trên, trường Đại học Tài chính - Kế toán kết thúc sứ mạng và hoạt động dưới tên Học viện Tài chính từ năm 2001 đến nay.

## Các hiệu trưởng
- Thầy giáo Đỗ Trọng Kim (1963-1972)
- Thầy giáo Nguyễn Quang Long (1973-1980)
- GS. TS. Võ Đình Hảo (Quyền hiệu trưởng) (1981-1982)
- GS. TSKh Trương Mộc Lâm (1983-1986)
- TS. Mai Thiệu (Quyền hiệu trưởng) (1987-1988)
- GS. TS. Hồ Xuân Phương (1991-1998)
- GS. TS Vũ Văn Hóa (1999-8/2001)